# آرثر هربرت
آرثر هربرت (بالإنجليزية: Arthur Herbert)‏ هو عازف جاز أمريكي، (و. 1907  م).